# Štěpán Vojislav
Štěpán Vojislav (srbsky Стефан Војислав, Stefan Vojislav) (před 1018–1043) byl vládcem srbského knížectví Duklja, které osvobodil od byzantské nadvlády. Pocházel z dynastie Vojislavljevićů.
Štěpán Vojislav vládl jako byzantský vazal v Zachlumsku. V roce 1034 využil toho, že v oslabující Byzantské říši zemřel císař Roman III. Argyros, a zorganizoval povstání. To však bylo potlačeno následujícím císařem Michalem IV., Štěpán Vojislav byl zajat a odvlečen do Konstantinopole. Po úspěšném útěku zahájil v roce 1038 nové povstání. V letech 1040 a 1042 se mu podařilo v dukljanských horách porazit byzantská vojska, která se měla opětovně zmocnit vlády nad knížectvím, a podařilo se mu tak nezávislost Duklji uhájit.